# Adriana Marmorek
Adriana Marmorek (Bogotá, 21 de noviembre de 1969) es una artista colombiana que explora temas de deseo a través de la fotografía, el video, la instalación y la escultura. Marmorek ha mostrado su trabajo en Colombia, Estados Unidos, Argentina, Italia y Bélgica, y parte de su trabajo es propiedad del Museo de Arte Moderno en Cartagena de Indias. Marmorek fue nominada para el IX Premio Luis Caballero de Arte Contemporáneo en 2017.

## Trayectoria
Adriana Marmorek nació en Bogotá, Colombia en 1969. Ella proviene de una familia tradicional y conservadora y estudió en una escuela católica. Estudió Comunicación Social en la Pontificia Universidad Javeriana en Bogotá, Colombia de 1988 a 1992. Su carrera de artes visuales refleja algunos de sus comienzos en el campo de la televisión y la publicidad. De 2004 a 2006, Marmorek recibió una maestría en Bellas Artes y Artes Visuales en la Universidad Nacional de Colombia.
Marmorek desarrolló su carrera de artes visuales como escultora y poco a poco se expandió a otros medios como la fotografía, el video y la instalación. Usando sus conocimientos de televisión y publicidad, desde sus primeros estudios, Marmorek desarrolló un estilo de arte en el que cuestiona y desafía las visiones conservadoras y tímidas del sexo de Colombia y explora el concepto de "Deseo" y cómo las relaciones humanas, la feminidad, el amor, el desamor y la sexualidad se relacionan con él.
Desde el principio, el trabajo de Marmorek manifestó una naturaleza erótica. A través de sus primeras esculturas de figuras de bronce retorcidas, contorsionadas y multicapa que se asemejaban a un cuerpo humano, la artista pudo abrazar el estilo conceptual del arte por el que es conocida hoy en día. Se expandió más allá de la escultura y se adentró en la fotografía, el video y la instalación en 2006.
Además de estos, concibió un medio llamado "Arquitectura del deseo", que utiliza para investigar los conceptos de deseo y placer a través de un análisis exhaustivo de los elementos sociales, históricos y eróticos. Marmorek explora la curiosidad humana al agregar elementos a su obra de arte, como mirillas y espejos, para obligar al espectador a ser una parte activa del trabajo. El trabajo de Marmorek también obliga al espectador a confrontar su propia intimidad y a abrirse más a las propias ideas de deseo y sexualidad.

## Obras
- "The Unspoken." - Remy Toledo Gallery, NY - 2006
- "A través del espejo" - LA Galeria, Bogotá - 2007
- "Habitación Propia" in In-situ and "Construcción Sensible" - Cámara de Comercio, Bogta - 2008
- "El Tocador" - LA Galeria, Bogotá - 2009
- "Punto Básico: Doble Nudo" - LA Galeria, Bogotá - 2011
- "Desidium" - MUUA Colombia - 2013
- "Anima" - La Galeria - 2013
- "Aqua" - MAG3 Vienna, Austria - 2014
- "Máquinas deseantes" Artbo - Nohra Haime Gallery - 2015
- "Ensayos para Objetos de Deseo" - NH Galeria, Colombia - 2015
- "AlterEGo" - Museo de Arte Moderno, Bogotá- 2015
- "Love Relics" - Nohra Haime Gallery, NY - 2016